# Юссила, Осмо
О́смо Та́пио Ю́ссила (фин. Osmo Tapio Jussila; 14 марта 1938, Хаукипудас, Оулу — 15 марта 2019, Эспоо, Южная Финляндия) — финский историк и политолог; профессор Хельсинкского университета (1983—2001).

## Биография
Родился 14 марта 1938 года в местечке Хаукипудас, в губернии Оулу. С 1980 по 1983 годы являлся помощником профессора (адъюнктом), а с 1983 по 2001 годы — профессором политической истории Хельсинкского университета.
В 1988 году был избран членом Финской академии наук.

## Научная деятельность
Юссила являлся авторитетным и имеющим международную известность исследователем политической истории, специализируясь на тематике российско-финляндских и советско-финляндских отношениях. Его работы, охватывающие историю Финляндии и России за последние двести лет, особо останавливают внимание на истории Великого княжества Финляндского, советско-финляндской «зимней войне» и так называемой советско-финляндской войне-продолжении. Написанная им с Юккой Невакиви и Сеппо Хентиля «Политическая история Финляндии с 1809 года» переведена на более чем десяток языков.

## Награды
- Кавалер 1 класса ордена Белой розы Финляндии (16 февраля 1990 года)[1].
- Орден Дружбы (21 февраля 2010 года, Россия) — за большой вклад в объективные исследования истории российско-финляндских отношений и активное участие в двустороннем сотрудничестве учёных-историков[2][3].